# Atelopus zeteki
La rana dorata panamense (Atelopus zeteki, Dunn, 1933), detta anche Rana di Panama, Rana d'oro o Rospo dal piede tozzo di Cerro Campana, è una specie di anfibio anuro appartenente alla famiglia dei bufonidi («rospi»), endemica dell'area limitrofa a El Valle (Panama). Il nome scientifico è stato scelto in onore dell'entomologo statunitense James Zetek, il quale svolse a lungo la sua attività di naturalista a Panama. Piuttosto comune fino ai primi anni del XXI secolo, si osservava facilmente sulle colline attorno a El Valle; la popolazione è crollata drammaticamente dal 2004 e la specie è ora considerata in pericolo critico di estinzione ma probabilmente già estinta in natura. Alcuni esemplari sono stati raccolti per essere allevati in cattività nel tentativo di preservare la specie.

## Descrizione
Nonostante il suo nome comune, la rana dorata panamense è un vero rospo, appartenente alla famiglia dei Bufonidae. Inizialmente descritta come una sottospecie dell'Atelopus varius, è ora classificata come specie a sé stante. Il colore della pelle varia dal giallo-verde chiaro al dorato brillante, con alcuni esemplari che presentano macchie nere sul dorso e sulle zampe, muso appuntito di colore giallo, occhi scuri, narici dorso-laterali più vicine alla punta del muso che al margine anteriore degli occhi, le zone intorno alle narici sono nere. Le femmine sono generalmente più grandi dei maschi; misurano in genere da 45 a 63 mm di lunghezza e da 4 a 15 g di peso, mentre i maschi misurano tra i 35 e i 48 millimetri e pesano tra i 3 e i 12 grammi. Queste rane sono molto velenose: possiedono una varietà di tossine, tra cui bufadienolidi steroidei e alcaloidi guanidinici della classe delle tetrodotossine. Una di queste ultime, la zetekitossina AB, è risultata essere un bloccante dei canali del sodio voltaggio-dipendenti di potenza superiore di diversi ordini di grandezza rispetto alla sua analoga saxitossina.

## Distribuzione e habitat
Questa specie è endemica di Panama, nelle vicinanze della caldera vulcanica di El Valle de Antón e Cerro Campana, tra 335 e 1.315 m slm. Il suo areale geografico si estendeva in precedenza fino alla città di El Copé, nella parte occidentale della provincia di Coclé, prima dell'insorgenza della malattia fungina chitridiomicosi, che ha causato il rapido collasso della popolazione di El Copé nel 2004. Ogni anno si perde habitat vitale a causa delle piccole aziende agricole, dell'agricoltura commercializzata, delle operazioni di disboscamento, dell'allevamento del bestiame, dell'espansione industriale e dello sviluppo immobiliare. Gli esemplari sono tenuti in programmi di allevamento in cattività in più di 50 istituzioni in Nord America e Panama. Si nutre principalmente di piccoli artropodi, come millepiedi, formiche, ragni e coleotteri. Caccia sia a terra che sugli alberi, ed è attivo principalmente durante il giorno.

## Riproduzione

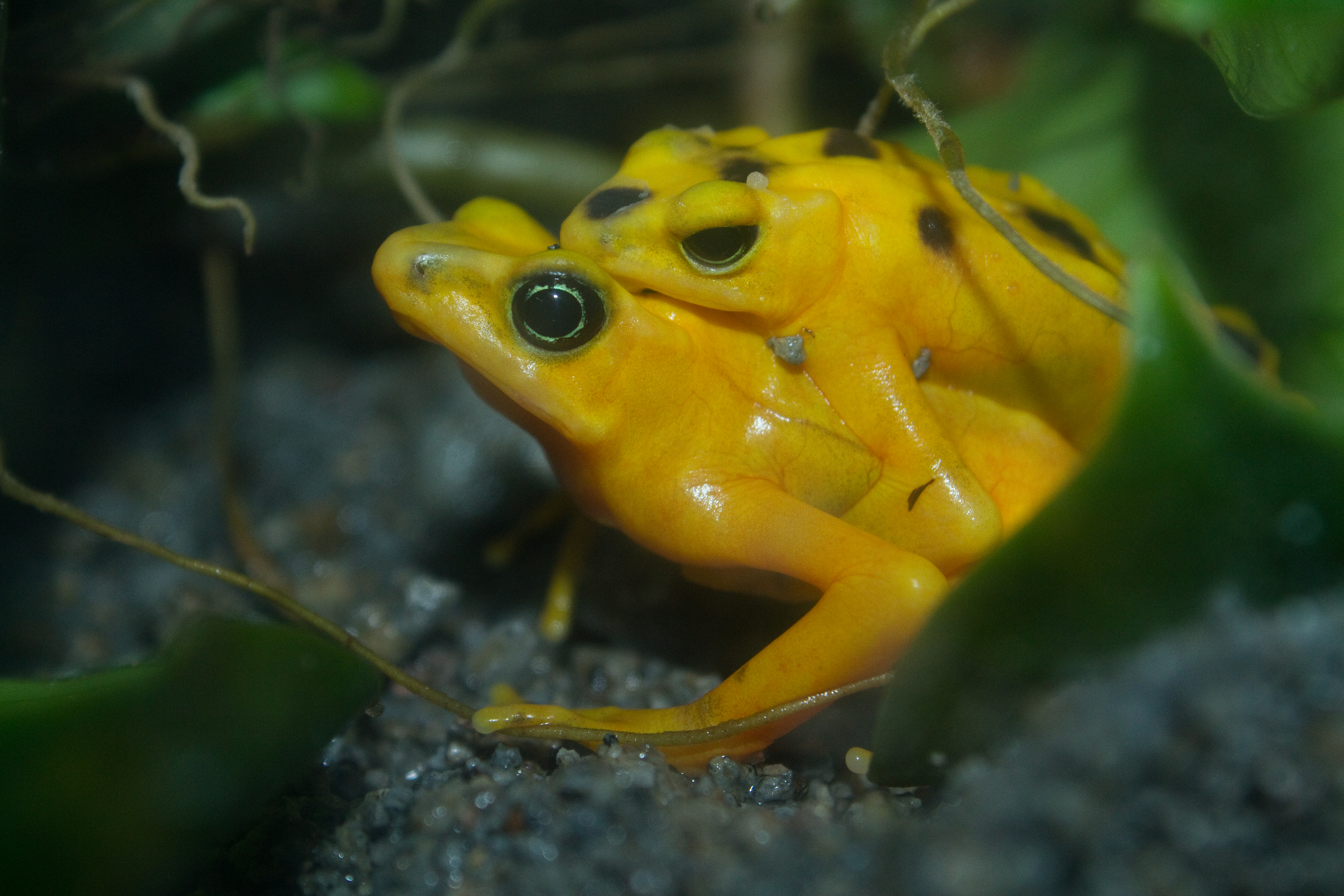
Accoppiamento di Atelopus zeteki

La rana dorata si riproduce in prossimità dell'acqua, in ruscelli o, a causa dell'elevata umidità, nelle cavità degli alberi piene di acqua piovana o nelle pozzanghere. Durante l'accoppiamento, i maschi si aggrappano alla schiena delle femmine. Solo i maschi sono responsabili della cura della covata. Le femmine lasciano il territorio dopo la deposizione delle uova. Il tempo di sviluppo dei girini richiede circa quattro settimane. Durante questo periodo, il maschio difende la sua nidiata contro altre rane. La durata della vita della rana dorata panamense è di 12 anni.

## Conservazione
Poco dopo l'anno 2000 gli anfibi, fino ad allora numerosissimi a Panama, cominciarono a sparire. La moria si diffuse attraverso la foresta pluviale e nel 2002 le rane delle colline e dei torrenti nel Distretto di Santa Fé, circa 80 km a ovest di El Valle, furono di fatto spazzate via.  Nel 2004 cominciarono a essere trovati corpi di rane morte nella cittadina di El Copé, vicino a El Valle. Si decise di tentare di preservare la popolazione rimasta prelevando di esemplari di sesso diverso dalla foresta per allevarli in un ambiente chiuso, ma la morìa continuò. Nel 2007 si identificò l'agente causale: il fungo chitride Batrachochytrium dendrobatidis (BD), specie aliena presumibilmente di origine africana, che infetta gli strati cheratinizzati della pelle di A. zeteki con conseguenze letali. La Chitridiomicosi, cioè la patologia fungina, può essere trasmessa per contatto diretto con le rane infette o indirettamente attraverso un substrato contaminato da BD, ad esempio l'acqua. La conservazione della specie avviene nel Centro di Conservazione degli Anfibi di El Valle (EVACC), dove gli animali sono isolati in edifici piene di vasche; ogni vasca riservata alle rane d’oro ha una propria sorgente di acqua corrente, così che gli animali possano riprodursi e proliferare accanto a un simulacro dei torrenti che un tempo erano il loro habitat.

## Nella cultura di massa
A Panama la rana dorata viene considerata un simbolo di fortuna; la sua immagine è stampata (o perlomeno lo era un tempo) perfino sui biglietti della lotteria.